# スティーヴン・アーリー
スティーヴン・タイリー・アーリー（英語: Stephen Tyree Early, 1889年8月27日 - 1951年8月11日）は、アメリカ合衆国のジャーナリスト、官僚である。1933年から1945年までフランクリン・ローズヴェルト大統領の下で、そして1950年にハリー・S・トルーマン大統領の下でホワイトハウス報道官を務めた。

## 経歴
ユナイテッド・プレス（UP：現UPI）のリポーターとして1912年民主党全国大会を報道した際、アーリーはフランクリン・ローズヴェルトと出会った。1913年から1917年まで、アーリーは海軍省担当AP特派員であった。その間、ローズヴェルトやルイス・ハウとの面識を深めた。 
第一次世界大戦中に歩兵連隊と『星条旗』紙に務めた後、米国に帰国したアーリーは、1920年の副大統領選挙のための先遣要員となるようローズヴェルトから依頼された。選挙後アーリーはAPに戻り、1927年にパラマウント・ニュースのワシントン代表となった。 

## ホワイトハウス報道官（ローズヴェルト政権）
フランクリン・ローズヴェルトは1932年の大統領当選後、ホワイトハウス職員の1人として勤務し、報道機関との関係を担当するよう彼に依頼した。彼はローズヴェルト政権期を通じて同職にあり続け、1945年6月1日に政府を去った。

## 民間、官界復帰
1945年、彼はプルマン社の副社長に就任した。  
のち官界に戻り、1949年4月から1950年6月まで初代国防次官と初代国防副長官を歴任した。 

## ホワイトハウス報道官（トルーマン政権）
1950年12月、チャールズ・G・ロスの急死に伴い、短期間ながらトルーマン大統領の報道官を務めた。 

## 死去
アーリーは、1951年に死去した。